# Dallice Peak
Der Dallice Peak ist ein 1089 m hoher und unscheinbarer Berg im ostantarktischen Mac-Robertson-Land. In den Framnes Mountains ist er die höchste Erhebung der Central Masson Range an deren südlichem Ende.
Das Antarctic Names Committee of Australia benannte ihn 1959 nach Dallice Trost, Tochter des Strahlenphysikers Peter Albert Trost (* 1925), der 1958 auf der Mawson-Station tätig war.